# Sigrid von Moisy
Sigrid von Moisy (* 25. Dezember 1943 in Sprottau, Kreis Sprottau, Provinz Niederschlesien) ist eine deutsche Bibliothekarin.

## Leben und Wirken
Sigrid von Moisy studierte Klassische Philologie und Germanistik; nach dem Staatsexamen für den Höheren Schuldienst 1968 promovierte sie 1970 an der Universität München bei dem klassischen Philologen Carl Becker. Als Bibliotheksreferendarin an der Bayerischen Staatsbibliothek trat sie 1971 in die Ausbildung für den Höheren Bibliotheksdienst ein und legte 1973 die Fachprüfung hierfür an der Bayerischen Bibliotheksschule ab. Von 1973 bis zum Eintritt in den Ruhestand 2008 war sie als wissenschaftliche Bibliothekarin an der Bayerischen Staatsbibliothek tätig; sie leitete dort in der Abteilung für Handschriften und Seltene Drucke die Bearbeitung von Nachlässen und Autographen.
Zu ihren zahlreichen Veröffentlichungen gehören Ausstellungskataloge der Bayerischen Staatsbibliothek und Arbeiten mit Bezug auf den umfangreichen Bestand von Nachlässen und Autographen in dieser Bibliothek.

## Schriften
- Untersuchungen zur Erzählweise in Statius' Thebais (= Habelts Dissertationsdrucke, Reihe Klassische Philologie, Bd. 11). Habelt, Bonn 1971 (Dissertation Universität München).
- Graf Pocci und das kulturelle München. Bayer. Staatsbibliothek, 19. Mai – 25. Juni 1976 / Gedächtnisausstellung d. Bayer. Staatsbibliothek aus Anlass des 100. Todestages Poccis (= Kleine Ausstellungsführer / Bayerische Staatsbibliothek, H. 30). München 1976.
- „Seine Majestät machten sich einen Knopf ins Schnupftuch“. Die Rolle Justus von Liebigs im München König Max' II. In: Kultur & Technik, Bd. 4 (1980), S. 32–39.
- (Bearb.): Paul Heyse. Münchner Dichterfürst im bürgerlichen Zeitalter. Ausstellung in der Bayerischen Staatsbibliothek 23. Januar bis 11. April 1981 (= Ausstellungskataloge / Bayerische Staatsbibliothek, Bd. 23). Beck, München 1981, ISBN 3-406-08077-4.
- Aufstellung und Signierung von Nachlässen und Autographen. In: Bibliotheksforum Bayern, Bd. 10 (1982), S. 25–41.
- (Bearb.): Von der Aufklärung zur Romantik. Geistige Strömungen in München. Ausstellung München, 26.6. – 24.8. 1984 / Bayerische Staatsbibliothek (= Ausstellungskataloge / Bayerische Staatsbibliothek, Bd. 29). Pustet, Regensburg 1984, ISBN 3-7917-0916-X.
- (Hrsg.): Johann Joachim Winckelmann / Unbekannte Schriften. Antiquarische  Relationen und Beschreibung der Villa Alban. Verlag der Bayerischen Akademie der Wissenschaften, München 1987, ISBN 3-7696-0090-8.
- (Mitbearb.): Gemeinsame Ausstellung Quellen zur Musikgeschichte des 20. Jahrhunderts. Alban Berg und die Zweite Wiener Schule. Musiker im amerikanischen Exil. Bavarica. Erwerbungen aus der Sammlung Hans Moldenhauer, (Bayerische Staatsbibliothek – Houghton Library). München 1988.
- „Geibel ein Bayern“. Aus der Geschichte der „Zwanglosen Gesellschaft“ in München. In: Literatur in Bayern, Bd. 30 (1992), S. 40–48.
- Aus den Anfängen der Autographensammlung der Bayerischen Staatsbibliothek. In: Bibliotheksforum Bayern, Bd. 22 (1994), S. 7–25.
- Martius in München. Streiflicher aus dem häuslichen und geselligen Leben. In: Jörg Helbig (Hrsg.): Brasilianische Reise 1817–1820. Carl Friedrich Philipp von Martius zum 200. Geburtstag. Hirmer, München 1994, S. 85–116, ISBN 3-7774-6550-X.
- Die Vossiana der Bayerischen Staatsbibliothek. In: Frank Baudach (Hrsg.): Johann Heinrich Voss (1751–1826) (= Eutiner Forschungen, Bd. 5). Struve, Eutin 1997, S. 275–293, ISBN 3-923457-40-5.
- Die eigenhändigen Briefe und Aufzeichnungen von Richard Strauss in der Bayerischen Staatsbibliothek. In: Hartmut Schaefer (Hrsg.): Richard Strauss. Autographen, Porträts, Bühnenbilder ; Ausstellung zum 50. Todestag (= Ausstellungskataloge / Bayerische Staatsbibliothek, Bd. 70). München 1999, S. 16–22, ISBN 3-9802700-4-1.
- Ludwig I. und die Kunst. In: Brigitta Klemenz (Hrsg.): Lebendige Steine. St. Bonifaz in München, 150 Jahre Benediktinerabtei und Pfarrei (= Ausstellungskataloge der staatlichen Archive Bayerns, Bd. 42). München 2000, S. 47–56, ISBN 3-921635-60-8.
- (Bearb.): Hermann Lenz. Vergangene Gegenwart. Die Eugen-Rapp-Romane. Bayerische Staatsbibliothek, Ausstellung 19. Januar bis 3. März 2001. München 2001.
- Nachlass-Sammlungen in bayerischen Bibliotheken. In: Klaus Walter Littger (Hrsg.): Entwicklungen und Bestände. Bayerische Bibliotheken im Übergang zum 21. Jahrhundert. Hermann Holzbauer zum 65. Geburtstag. Harrassowitz, Wiesbaden 2003, S. 195–213, ISBN 3-447-04730-5.
- (Mitbearb.): Gustav Mahler – Briefe und Musikautographen aus den Moldenhauer-Archiven in der Bayerischen Staatsbibliothek (= Patrimonia, Bd. 157). Kulturstiftung der Länder, Berlin 2003.
- (Mitbearb.): Joseph Haas (1879–1960). Mittler zwischen Max Reger und der neuen Musik. Gedenkausstellung zum 125. Geburtstag, Bayerische Staatsbibliothek, Musikabteilung, 18. März bis 14. Mai 2000. Bayerische Staatsbibliothek, München 2004.
- (Mitbearb.): Ein Leben im Gegenglück des Geistes. Heinz Friedrich (1922–2004). Verleger, Autor, Akademiepräsident. Eine Ausstellung der Bayerischen Staatsbibliothek München, [10. Juni – 21. August 2005] (= Ausstellungskataloge / Bayerische Staatsbibliothek, Bd. 76). München 2005, ISBN 3-9807702-5-7.
- (Bearb.): Adalbert Stifter (1805–1868), Werkmanuskripte und Lebensdokumente. Gedenkausstellung zum 200. Geburtstag. Bayerische Staatsbibliothek 12. Dezember 2005 bis 3. März 2006. München 2005.
- (Bearb.): Franz Graf Pocci (1807–1876). Schriftsteller, Zeichner, Komponist unter drei Königen [anläßlich der Ausstellung „Franz Graf Pocci (1807–1876): Schriftsteller, Zeichner, Komponist unter Drei Königen“ in der Bayerischen Staatsbibliothek vom 27. Juli bis 14. Oktober 2007] (= Ausstellungskataloge / Bayerische Staatsbibliothek, Bd. 78). Allitera-Verlag, München 2007, ISBN 978-3-86520-265-9.
- Die Adalbert-Stifter-Manuskripte der „Schocken-Bibliothek“. In: Antje Borrmann u. a. (Hrsg.): Konsum und Gestalt. Leben und Werk von Salman Schocken und Erich Mendelsohn vor 1933 und im Exil. Hentrich & Hentrich, Berlin 2016, S. 235–248, ISBN 978-3-95565-145-9.
- „Werft jenen Wust verblichner Schrift ins Feuer ...“. Gedanken zu Archivierungswürdigkeit, Kassation und Erschließungstiefe von Nachlässen aus der Praxis der Bayerischen Staatsbibliothek. In: Wolfenbütteler Notizen zur Buchgeschichte, Bd. 33 (2008), H. 1/2, S. 135–149.
- Nachlässe und Vorlässe von Mitgliedern und Ehrenmitgliedern der Bayerischen Akademie der Wissenschaften in der Bayerischen Staatsbibliothek. in: Dietmar Willoweit (Hrsg.): Wissenswelten. Die Bayerische Akademie der Wissenschaften und die wissenschaftlichen Sammlungen Bayerns; Ausstellungen zum 250-jährigen Jubiläum der Bayerischen Akademie der Wissenschaften. München 2009, S. 302–309.